# Tár
Tár ist ein US-amerikanischer Spielfilm von Todd Field aus dem Jahr 2022. Das in der Welt der klassischen Musik angesiedelte fiktionale Drama stellt eine Dirigentin (gespielt von Cate Blanchett) in den Mittelpunkt, die als Erste ihrer Zunft ein großes deutsches Orchester leitet.
Der Film wurde am 1. September 2022 bei den Internationalen Filmfestspielen von Venedig uraufgeführt. In der Folge wurde die Schauspielleistung von Hauptdarstellerin Blanchett vielfach preisgekrönt. Ein regulärer Kinostart in den USA erfolgte am 7. Oktober 2022. In Deutschland wurde der Film am 23. Februar 2023 im Rahmen einer Sondervorführung bei den Internationalen Filmfestspielen Berlin erstmals gezeigt. Der reguläre deutsche Kinostart von Tár erfolgte am 2. März 2023. Auf der Berlinale wurde auch der im Tár-Universum angesiedelte Kurzfilm The Fundraiser vorgestellt.

## Handlung

### Synopsis
Der Film handelt von der fiktiven Figur Lydia Tár, der ersten Frau, die jemals als Chefdirigentin eines großen deutschen Orchesters arbeitet. Dabei muss sich die weltbekannte Künstlerin in einem männerdominierten Beruf bewähren. Der Film folgt Lydia Tár in ihrem Alltag in der deutschen Hauptstadt bis hin zu ihrer neuesten Aufnahme, Gustav Mahlers 5. Symphonie. Dabei hat die ambitionierte Frau Mühe, ihr Berufs- und Privatleben voneinander zu trennen. So deutet sich eine Beziehung mit einer Cellistin an, die Társ Ehefrau nicht verborgen bleibt. Nachdem sich eine ehemalige Schülerin Társ das Leben genommen hat und gegen Tár Vorwürfe des sexuellen Machtmissbrauchs laut werden, lässt ihr Berliner Orchester sie fallen, und auch ihre Frau trennt sich von ihr. Tár zieht sich aus der nun gegen sie gewandten Öffentlichkeit zurück und endet als Dirigentin von Videospielmusik auf den Philippinen.

### Ausführliche Handlungswiedergabe
Lydia Tár wird in New York vor großem Publikum während einer Podiumsdiskussion der Zeitschrift The New Yorker interviewt. Tár ist Chefdirigentin eines großen deutschen Orchesters und als solche die erste Frau, die je in Deutschland diese Position bekleidet. Obwohl es im Film nicht thematisiert wird, sind offenbar die Berliner Philharmoniker Vorbild für das fiktive Orchester und deren Chefdirigenten, u. a. Claudio Abbado, Herbert von Karajan und Wilhelm Furtwängler, Vorgänger Társ. Im Interview wird die Figur Társ weiter eingeführt: Sie war Schülerin und Protegé von Leonard Bernstein und ist eine der wenigen EGOTs (jemand, der sowohl Emmy, Grammy, Oscar und Tony Award gewonnen hat); ferner erfahren wir, dass sie zusammen mit ihrer Frau Sharon, der Konzertmeisterin des Orchesters, und deren Tochter Petra in Berlin lebt. Tár steht mit ihrem Orchester kurz vor der Aufführung der 5. Sinfonie von Gustav Mahler. Die Sinfonie soll von der Deutschen Grammophon während eines Konzerts live aufgezeichnet werden und den Abschluss aller Einspielungen des Zyklus Mahlers Sinfonien bilden. Ursprünglich war die Aufführung vor der Pandemie angesetzt, musste dann aber mehrfach verschoben werden, weshalb für Tár die Vollendung des Zyklus ein Moment großen Prestiges darstellt. Gleichzeitig steht die Veröffentlichung ihres Buchs Tár on Tár bevor, das sie in diesem Interview ankündigt.
Unterstützt von ihrer persönlichen Assistentin Francesca Lentini bricht Tár nach dem Interview zu einem Mittagessen mit Eliot Kaplan auf. Die beiden kennen einander schon länger, und es wird ersichtlich, dass Kaplan über erhebliche finanzielle Mittel verfügt und sich selbst als Dirigent versucht. Die Stiftung seiner Familie unterstützt Társ Projekt des Accordion Fellowships, eines Mentoring-Programms für junge, aufstrebende Dirigentinnen: Sie sollen als Leiterinnen weltweit renommierter Orchester berufen werden. Tár ist stolz darauf, alle ehemaligen Teilnehmerinnen des Programms erfolgreich untergebracht zu haben. Kaplan korrigiert sie und verweist auf Krista Taylor, ebenfalls Accordion-Absolventin. Tár weist den Einwand zurück und erklärt, Krista sei eine schwierige Person, habe charakterliche Mängel und habe deswegen nicht vermittelt werden können. Kaplan und Tár unterhalten sich beim Essen zudem über die Suche nach einem neuen Cellisten im Orchester sowie über den weiteren Umgang mit Társ Kapellmeister Sebastian Brix (Kaplan regt an, dass Tár ihn austauschen soll, da er zu alt für Társ hohe Ansprüche an die Orchesterleitung geworden sei) und über die bevorstehende Aufführung von Mahlers Fünfter. Kaplan bedrängt Tár, ihm Einblick in ihre annotierten Noten zu geben; er möchte so viel Einsicht wie möglich in ihre Interpretation bekommen. Er bietet ihr an, sie auf einen anderen Flug nach Berlin umzubuchen und die Kosten zu tragen.
Ein weiterer Termin Társ in New York ist eine Masterclass an der Juilliard School. Während ein junger Musikstudent eine zeitgenössische Komposition dirigiert, unterbricht sie ihn, um den anwesenden Studenten ihren Interpretationsansatz zu vermitteln. Sie verwickelt den Studenten dazu in ein Gespräch und fordert ihn auf, sich mit den Kompositionen Johann Sebastian Bachs auseinanderzusetzen. Der Student kontert, dass es ihm als BIPoC nicht behage, sich mit der Musik von weißen, misogynen cis-Männern auseinanderzusetzen, die über Jahrhunderte den musikalischen Diskurs dominiert hätten. Tár reagiert empört und fordert ihn auf, sich nicht selbst in eine Opferrolle zu bringen und sich an der Musik, nicht den dahinterstehenden Personen, abzuarbeiten. Als junger Mann habe er kaum Identitätsmerkmale, die er mit den von ihm präferierten zeitgenössischen nordeuropäischen Komponistinnen teile. Der verletzte Student verlässt, sie beschimpfend, den Hörsaal. Kurz vor ihrer Reise zurück nach Berlin erhält Tár noch ein Geschenk, das ihr Francesca von einem unbekannten Schenker überreicht: das Buch „Challenge“ von Vita Sackville-West. Nachdem sie die Widmung gesehen hat, die aus einem aufwändigen, mit Kugelschreiber gezeichneten Ornament besteht, reißt sie wütend die erste Seite aus dem Buch und wirft diese zusammen mit dem Buch weg.

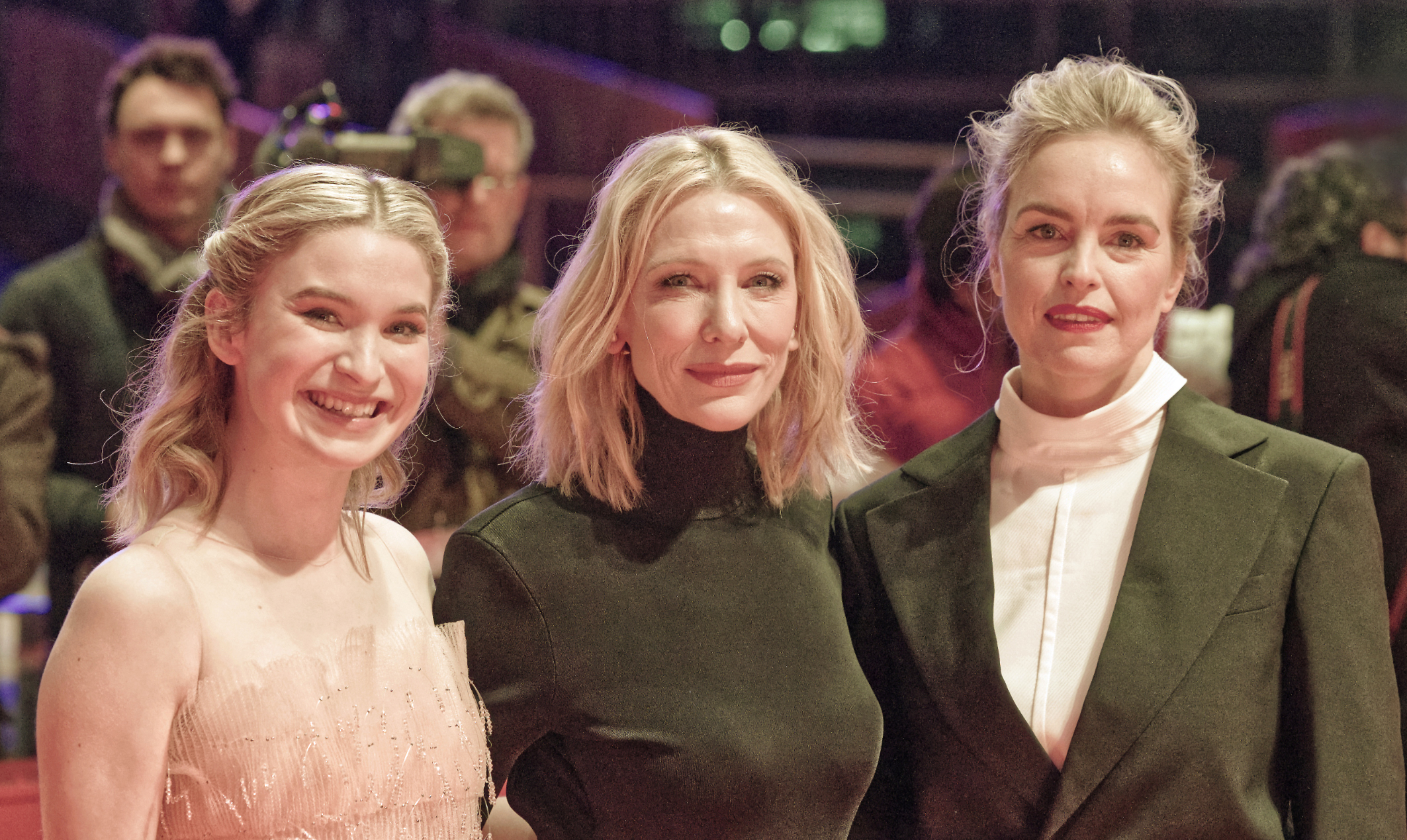
Sophie Kauer (Olga), Cate Blanchett (Lydia), Nina Hoss (Sharon) bei der Berlinale 2023

Zurück in Berlin trifft Tár auf ihre Frau Sharon in deren gemeinsamer Wohnung. Die nächsten Tage bestehen aus Proben, Treffen zum Mittagessen mit Andris Davis (Társ Vorgänger als Chefdirigent und derjenige, der Sebastian als Kapellmeister berufen hat) und dem Blindvorspiel, aufgrund dessen der neue Cellist gefunden werden soll. Am Tag dieses Vorspiels begegnet Tár einer jungen Frau, die sie nicht kennt, auf der Toilette. Beim Blindvorspiel erkennt sie diese wieder an ihren Schuhen, die am Ende hinter den Trennwänden zu sehen waren. Daraufhin ändert sie ihre Bewertung des Vorspiels, sodass die junge Frau sich gegen ihre Konkurrenz durchsetzt. Die junge Cellistin Olga Metkina wird zunächst nur als Mitglied auf Zeit ins Orchester aufgenommen. Tár lädt sie einige Tage später zum Willkommens-Mittagessen ein, bei dem ihr Olga erzählt, sie habe als Jugendliche das Cellokonzert von Edward Elgar gehört. Dies sei der Anstoß gewesen, dass sie Cellistin werden wollte. Sie schickt Tár eine Aufnahme von sich als Mitglied eines russischen Jugendorchesters, in der sie das Solo spielt. Tár schaut sich diese in ihrer Zweitwohnung an, die sie als Refugium zum Komponieren und Arbeiten benutzt.
Bei einer der nächsten Proben teilt Tár dem Orchester mit, dass sie sich endlich (und relativ knapp vor dem Aufführungsdatum) entschieden hat, was sie als Begleitprogramm zu Mahlers Fünfter aufführen möchte: Elgars Cellokonzert. Das Orchester reagiert zunächst glücklich über die Auswahl und die Ankündigung, das Solo aus den eignen Reihen zu besetzen, reagiert jedoch irritiert, als Tár das Orchester bittet, sich über die Hierarchie hinwegzusetzen und nicht der Stimmführerin der Celli das Solo zu geben, sondern aufgrund eines Vorspiels den anderen Cellisten die Möglichkeit zu geben, das Solo zu bekommen. Sharon, die von dieser Ankündigung genauso überrascht ist wie die Stimmführerin der Celli, beschwichtigt letztere aber zugunsten eines internen Vorspiels. Dieses kann Olga (einstimmig) für sich entscheiden, obwohl Olga als noch nicht festes Mitglied des Orchesters eigentlich gar nicht am internen Vorspiel hätte teilnehmen dürfen. Um nicht dem anderen Cellisten das Solo zu geben, der auf die Position des Stimmführers hofft, willigt die Stimmführerin ein, eine Ausnahme zu machen und Olga das Solo zuzugestehen.
Gleichzeitig geschehen zwei Dinge: Krista Taylor, die sowohl Társ Assistentin Francesca als auch Tár mit immer verzweifelteren E-Mails, in denen sie um Unterstützung bittet, bombardiert hat, nimmt sich das Leben. Tár bittet Francesca, alle E-Mails, die sie von Krista bekommen hat, zu löschen. Tár selbst löscht vergleichbare E-Mails, aus denen klar wird, dass sie immer wieder aktiv anderen Orchestern geschrieben hat, um zu verhindern, dass Krista dort eine Anstellung bekommt. In einem emotionalen Gespräch mit Francesca wird ersichtlich, dass die drei Frauen auf eine gemeinsame romantische Vergangenheit zurückblicken, Krista von Tár aber fallengelassen wurde, als diese Ansprüche in deren Beziehung erhob. Ferner sucht Tár Sebastian in seinem Büro auf und teilt ihm mit, dass sie vorhat, ihn als Kapellmeister zu ersetzen. Er wirft Tár vor, ihn gegen Francesca austauschen zu wollen, die ebenfalls Accordion-Absolventin ist und somit auch an ein renommiertes Orchester vermittelt werden müsste. Er vermutet, dass die beiden ein sexuelles Verhältnis miteinander haben und dass Tár sie deshalb begünstigen möchte. Tár hingegen sieht Francesca nicht als geeignete Kandidatin an und möchte die Stelle lieber zu einem späteren Zeitpunkt mit jemandem von außerhalb besetzen. Als Tár ihr das mitteilt, kündigt Francesca noch am nächsten Tag und verlässt fluchtartig Berlin; als Tár sie nach der Kündigung in ihrer Wohnung aufsuchen möchte, wirkt diese wie hastig leergeräumt. In der Wohnung findet sie lose Seiten zum Manuskript ihres Buches: jemand hat auf die Titelseite aus TÁR on TÁR mit Buntstiften RAT on RAT geschrieben und darunter die Ornamente gezeichnet, die sich vorher schon im geschenkten Buch fanden.
Társ psychischer Zustand verschlechtert sich seit ihrer Rückkehr nach Berlin rapide. Sie hört schreiende Frauen in der Ferne, hat Albträume und chronische Schmerzen und leidet unter einer zunehmenden Geräuschempfindlichkeit. Auch belastet es sie, dass Dinge wie ihre Konzertpartitur von Mahlers Fünfter aus ihrer Wohnung mit Sharon verschwinden, und sie findet vermehrt rätselhafte Kritzeleien, die denen ähneln, die sie im geschenkten Buch gefunden hatte. Während sie versucht, in ihrer Zweitwohnung eine Komposition zu vollenden, wird sie durch das Geräusch eines medizinischen Geräts nebenan gestört, wo eine Nachbarin ihre sterbende Mutter pflegt.
Im Netz taucht ein Video von Társ Besuch in der Juilliard School auf, das so zusammengeschnitten ist, dass ihre dort getätigten Aussagen beleidigend und diskriminierend wirken. Die Orchesterleitung beruft sie ein, und während Tár noch davon ausgeht, dass das disziplinarisch wirkende Gespräch wegen des Videos und des darauf folgenden Shitstorms anberaumt wurde, geht es in Wahrheit um einen in der New York Post erschienenen Artikel, der sie beschuldigt, sexuellen Machtmissbrauch zu betreiben. Tár reagiert der kleinen Runde gegenüber unwirsch und weist die Anschuldigungen von sich. Sie bricht nach New York auf, wo sie in einem Strafverfahren der Eltern Kristas gegen sie eine Versicherung an Eides statt vornehmen und ihr Buch präsentieren soll. Sie lädt Olga ein, sie zu begleiten.
In New York kulminieren die Ereignisse. Demonstranten protestieren gegen die Buchvorstellung und Eliot Kaplan teilt ihr bei einem Treffen mit, seine Familienstiftung habe beschlossen, die Unterstützung des Accordion Fellowships einzustellen. Bei der vorausgegangenen Vernehmung im Strafverfahren befragt die gegnerische Anwältin Tár, ob ihre Gedächtnislücken in Bezug auf die Kommunikation mit und über Krista durch Dokumente, bspw. E-Mails ihrer Assistentin, aufgefrischt werden könnten. Am Abend im Hotel sucht Tár vergeblich die Nähe Olgas, die sich ihr gegenüber aber abweisend verhält und unter dem Vorwand des Jetlags einem gemeinsamen Abendessen ausweicht. Durch Zufall beobachtet Tár später, wie Olga in Abendgarderobe, anscheinend zu einem Date, das Hotel verlässt.
Zurück in Berlin macht ihr Sharon starke Vorwürfe. Sie fühlt sich von Tár missachtet und sieht sich durch deren Handeln und Verschweigen der Probleme hohem sozialen Druck im Orchester ausgesetzt. Tár zieht aus der gemeinsamen Wohnung aus, und Sharon unterbindet ihren Kontakt mit Tochter Petra. Tár begegnet im Parkhaus des Orchestergebäudes einer kleinen Gruppe Personen, darunter Andris, der sich, als er sie sieht, von ihr abwendet. Im Gebäude angekommen betritt sie den Konferenzraum, in dem bisher immer nur eine kleine Anzahl Personen anwesend war. Als sie eintritt, findet augenscheinlich eine große Konferenz statt, an der weitaus mehr Personen als üblich teilnehmen und von der Tár bisher nichts mitbekommen hat. Sie schläft nun in ihrer Zweitwohnung auf der Couch und sieht im Treppenhaus, wie die Leiche der Mutter ihrer Nachbarin hinausgetragen wird.
Am Tag der Aufführung strömt das Publikum in den Saal. Die Zuschauer sehen, wie sich das Orchester vorbereitet und einstimmt, während Tár sich aus einer Toiletten-Kabine begibt, als hätte sie sich dort versteckt. Das Orchester beginnt mit dem Trauermarsch aus Mahlers Fünfter; und während der Trompetenfanfare, die der Stimmführer auf Társ Wunsch hin von der Hinterbühne spielt, steht Tár ebenfalls auf der Hinterbühne und beginnt zu dirigieren. Zum Orchestertutti stürmt sie auf die Bühne und stößt den anderen Dirigenten, der für sie das Konzert übernommen hatte, vom Dirigentenpult. Sie fordert das verschreckte Orchester auf, ihrer Anleitung zu folgen. Der andere Dirigent erhebt sich wieder; es handelt sich um Eliot Kaplan, der nach Társ Orchesterpartitur dirigiert hat. Sie schlägt manisch auf ihn ein und schreit ihn wütend an. Unter Raunen des Publikums wird sie von Sicherheitsleuten aus dem Saal gebracht.
Tár reist in die Vereinigten Staaten, wo ihr von einem Künstlermanagement dazu geraten wird, sich ruhig zu verhalten, ehe man sie unter neuer Rolle wieder ans Dirigentenpult zurückbringen wird. Sie kehrt zurück in das Haus ihrer Mutter, wo sie in ihrem alten Kinderzimmer auf Erinnerungsstücke aus ihrer Jugend trifft. So erkennt man Urkunden, die ihren bürgerlichen Namen als Linda Tarr ausweisen. Mit Tränen in den Augen entdeckt sie VHS-Kassetten mit Aufnahmen von Dirigenten, u. a. einem Young People’s Concert von Leonard Bernstein, in dem er, dem Publikum zugewandt, sein Verständnis von Musik erklärt. Ihr Bruder Tony kommt nach Hause, ist jedoch von ihrer Rückkehr nicht begeistert. Er nennt sie Linda und wirft ihr vor, auf ihrem Höhenflug ihre familiären Wurzeln vergessen zu haben.
Tár reist nach Asien, wo sie von einem kleinen Komitee als neue Dirigentin eines Orchesters willkommen geheißen wird. Zurück im Hotel fragt sie den Concierge nach einer Empfehlung für eine Massage-Behandlung in der Nähe. Am empfohlenen Ort angekommen, bringt die Empfangsdame Tár in einen Raum mit einer Glasscheibe, hinter der zahlreiche junge Frauen sitzen, die jeweils mit einer Nummer gekennzeichnet sind. Tár wird aufgefordert, sich für eine Nummer zu entscheiden. Nachdem eine der Frauen sie intensiv angeschaut hat, nennt sie deren Nummer – es ist die fünf, genau wie die Nummer von Mahlers Sinfonie, das Tár aufführen wollte, und verlässt fluchtartig das Gebäude, um sich draußen zu übergeben. Die letzte Sequenz zeigt Tár bei der Antrittsvorführung mit ihrem neuen Orchester. Unter verhaltenem Applaus betritt sie die Bühne. Während sie am Pult steht, fahren hinter dem Orchester Leinwände herunter, die Szenen und Voiceover aus dem Videospiel Monster Hunter zeigen. Das Orchester beginnt unter ihrer Leitung Musik aus dem Videospiel zu spielen. Die letzte Einstellung ist eine Kamerafahrt, die das Publikum zeigt, vor dem Tár spielt: eine Ansammlung von Cosplayern.

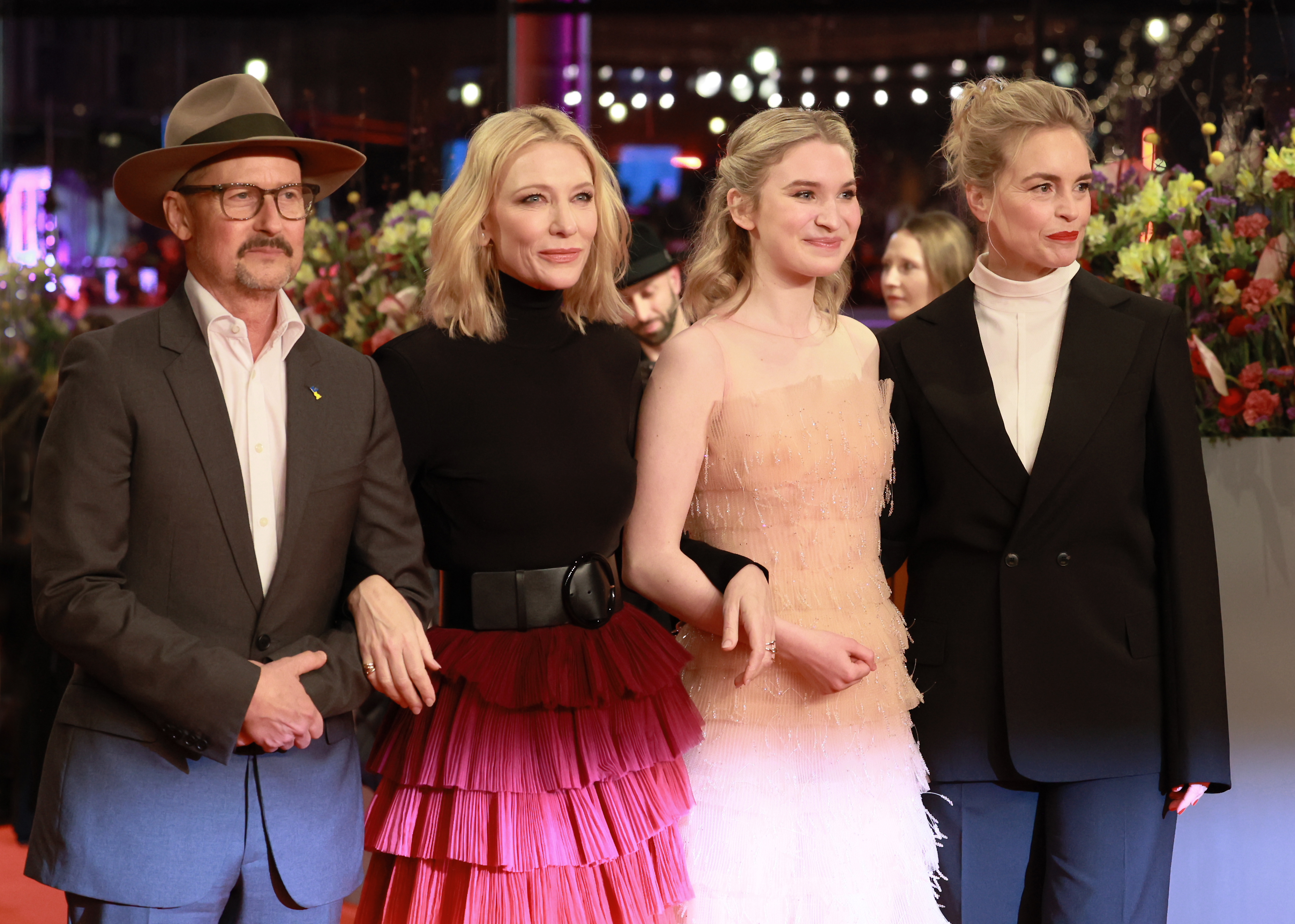
Todd Field, Cate Blanchett, Sophie Kauer und Nina Hoss, Berlinale 2023

## Entstehungsgeschichte

### Stab und Filmcrew
Tár ist der dritte Spielfilm des US-amerikanischen Regisseurs und Schauspielers Todd Field, der auch das Drehbuch verfasste. Es ist seine erste Regiearbeit seit dem Oscar-nominierten Liebesdrama Little Children (2006). In seiner 15-jährigen Schaffenspause als Filmemacher war Field mit mehreren Projekten in Verbindung gebracht worden, ohne dass sich etwas Produktives ergeben hatte. Im April 2021 wurde bekannt, dass er an Tár arbeitet und die renommierte Schauspielerin Cate Blanchett für die Titelrolle verpflichtet hat, die auch als Executive Producer fungiert. Laut Field kam für ihn keine andere Künstlerin in Frage. Hätte Blanchett ihm eine Absage erteilt, wäre auch der Film nie zustande gekommen. Zum weiteren Schauspielensemble gehören Mark Strong, Julian Glover, Noémie Merlant und Nina Hoss. Blanchett habe sich vor allem über die Zusammenarbeit mit Hoss gefreut, die sie zu ihren absoluten Lieblingsschauspielerinnen zähle. Für die Filmmusik wurde die isländische Komponistin Hildur Guðnadóttir verpflichtet. Ausstatterin war Ernestine Hipper.

### Dreharbeiten in Deutschland

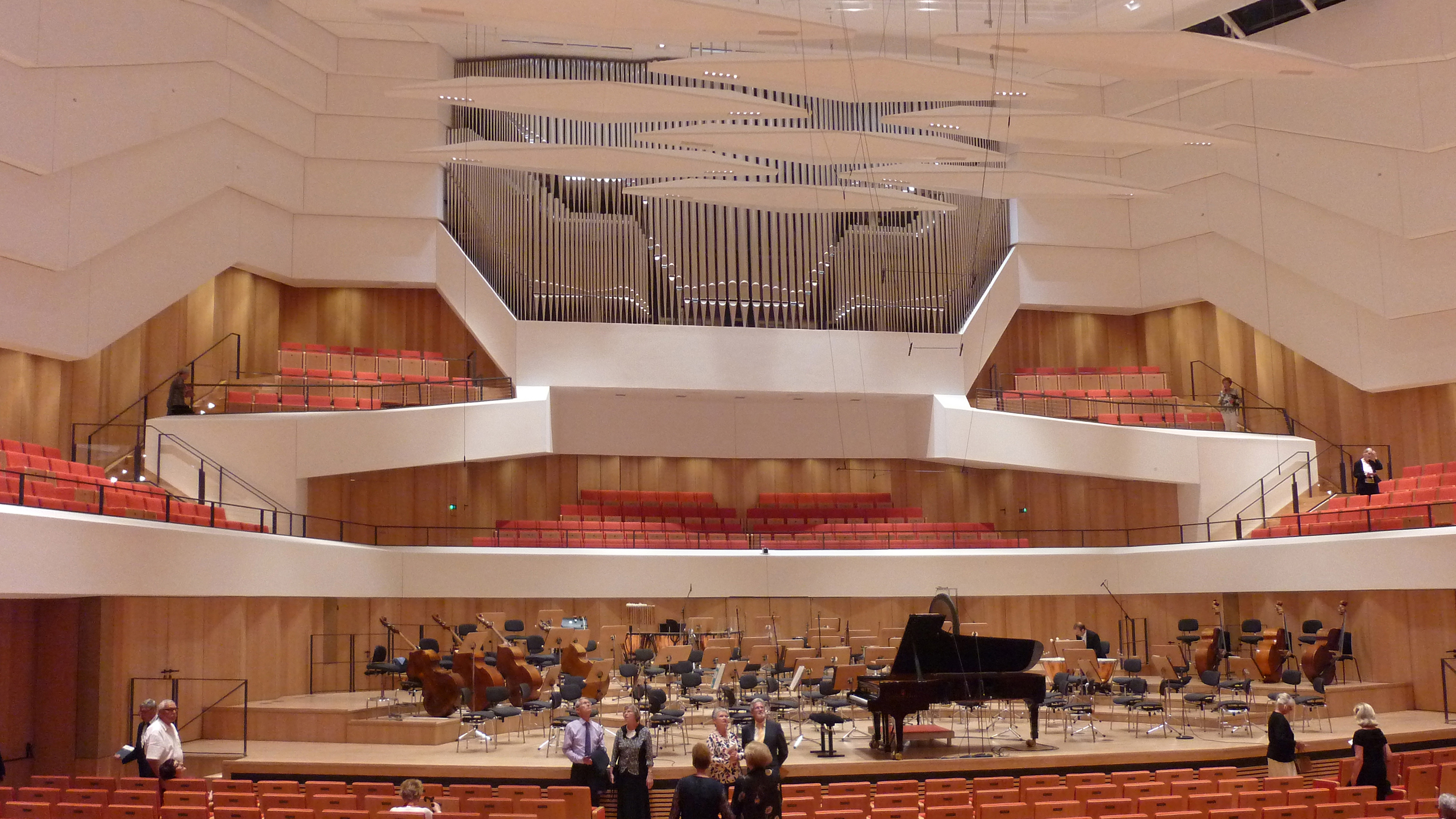
Konzertsaal des Kulturpalasts in Dresden

Die Vorproduktion begann ab Juni 2021. Ab August fanden die Dreharbeiten, überwiegend in Berlin, statt. Im September 2021 wurde in Dresden der Kulturpalast als weiterer Drehort mit der Dresdner Philharmonie als Orchester genutzt. Dort diente für eine Woche der Konzertsaal als Kulisse. Dabei wurden am 18. und 19. September auch Filmaufnahmen von regulären Publikumskonzerten um Dirigent Stanislav Kochanovsky gemacht, der Gustav Mahlers 5. Sinfonie in cis-Moll dirigierte. An dem Filmprojekt waren insgesamt 93 Musiker der Dresdner Philharmonie beteiligt. Eine 120-köpfige Filmcrew von X Filme International war vor Ort und musste aufgrund der COVID-19-Pandemie ein strenges PCR-Test-Prozedere durchlaufen. Field lobte später den Konzertsaal als „akustisch und optisch der beste, in dem er je gewesen sei“. Weitere Aufnahmen wurden im Palais im Großen Garten durchgeführt. Weitere Drehorte waren ab Oktober in Potsdam das Orangerieschloss sowie in Berlin laut Boulevardmedien der Dom und ab November 2021 die Britzer Hufeisensiedlung. Als Kameramann wurde der Deutsche Florian Hoffmeister verpflichtet. Für den Schnitt zeichnete die Österreicherin Monika Willi verantwortlich, die in ihrer Karriere wiederholt mit Michael Haneke zusammengearbeitet hatte.
In einem im Januar 2022 geführten Interview gab Blanchett an, beeindruckt von der Arbeit mit Field gewesen zu sein. Sie nannte sie „lebensverändernd“ und dass der Film nicht weiter entfernt von ihrer persönlichen Erfahrung sein könne. Fields Skript stelle die kreative Arbeit einer gefallenen Dirigentin in den Mittelpunkt und blicke nicht hauptsächlich auf die Konkurrenz mit männlichen Berufskollegen. Tár würde viele Themen ansprechen, darunter den Konflikt zwischen privater und öffentlicher Person, die Midlife-Crisis sowie institutioneller Rassismus und systemischen Machtmissbrauch. Mit der Frage „Was passiert, wenn Menschen in einer schöpferischen Position dem Epizentrum der Macht und Autorität nahe kommen?“ umschrieb Blanchett die Geschichte des Films.
Field produzierte Tár mit seiner eigenen Filmproduktionsfirma Standard Film Company gemeinsam mit Alexandra Milchan und Scott Lambert von Emjag Productions für Focus Features. Vom Deutschen Filmförderfonds wurde das Projekt mit 5,2 Mio. Euro unterstützt. Parallel zum Spielfilm wurde ein im Tár-Universum angesiedelter Kurzfilm namens The Fundraiser produziert.

## Synchronisation
Die deutschsprachige Synchronisation entstand bei FFS Film- & Fernseh-Synchron in Berlin nach einem Dialogbuch und unter der Dialogregie von Christoph Cierpka.
| Rolle                  | Schauspieler          | Synchronsprecher      |
| ---------------------- | --------------------- | --------------------- |
| Lydia Tár / Linda Tarr | Cate Blanchett        | Elisabeth Günther     |
| Sharon Goodnow         | Nina Hoss             | Nina Hoss             |
| Francesca Lentini      | Noémie Merlant        | Marie Rathscheck      |
| Adam Gopnik            | Adam Gopnik           | Jörg Pintsch          |
| Andris Davis           | Julian Glover         | Lothar Blumhagen      |
| Eliot Kaplan           | Mark Strong           | Oliver Siebeck        |
| Olga Metkina           | Sophie Kauer          | Sophie Kauer          |
| Sebastian Brix         | Allan Corduner        | Lutz Riedel           |
| Max                    | Zethphan Smith-Gneist | Zethphan Smith-Gneist |
| Petra                  | Mila Bogojevic        | Suree Chuh            |
| Alec Baldwin           | Alec Baldwin          | Klaus-Dieter Klebsch  |

## Rezeption

### Veröffentlichung
Noch vor seinem Kinostart wurde Tár von amerikanischen Branchendiensten zu den möglichen Höhepunkten des Kinojahres 2022 gezählt und als einer der Mitfavoriten für die Oscarverleihung 2023 gehandelt. Ein Teaser wurde Ende Juli veröffentlicht. Einen Monat später folgte ein weiterer, längerer Teaser.
Die Premiere von Tár fand am 1. September 2022 bei den Internationalen Filmfestspielen von Venedig statt. Zwei Tage später fand die Nordamerika-Premiere auf dem Telluride Film Festival statt, wo Hauptdarstellerin Blanchett mit einem Preis und einer Hommage geehrt wurde. Ein regulärer Kinostart in den USA erfolgte am 7. Oktober 2022 im Verleih von Focus Features. Am selben Tag fand auch eine Präsentation auf dem Filmfestival von New York statt. Die Premiere in Deutschland erfolgte am 23. Februar 2023 im Rahmen einer Sondervorführung bei den 73. Internationalen Filmfestspielen Berlin in der Sektion Berlinale Special. Der reguläre deutsche Kinostart von Tár war am 2. März 2023.
Im Rahmen der Sektion Berlinale Talents wurde auch der Kurzfilm The Fundraiser öffentlich vorgestellt. Medienberichten zufolge kündigte Regisseur Field bei der Vorstellung auf der Berlinale jedoch an, dass dieser Kurzfilm nicht erneut gezeigt werden würde.

### Einspielergebnis
Die weltweiten Einnahmen des Films aus Kinovorführungen belaufen sich auf rund 29 Millionen US-Dollar.

### Kritiken
Von den bei Rotten Tomatoes nach der Premiere aufgeführten über 230 Kritiken sind 90 Prozent positiv („fresh“) und führen zu einer Durchschnittswertung von 8,2 von 10 möglichen Punkten. Auf der Website Metacritic erhielt Tár eine Bewertung von 91 Prozent, basierend auf mehr als 40 ausgewerteten englischsprachigen Kritiken. Dies entspricht einhelligem Beifall („universal acclaim“). Im Kritikenspiegel der italienischen Zeitschrift Venezia News erhielt das Werk 3,3 von fünf möglichen Sternen und belegte unter allen 23 Wettbewerbsfilmen einen achten Platz, während der iranische Beitrag No Bears (4,14) das Favoritenfeld anführte. Durchgehend gepriesen wurde Cate Blanchetts Leistung in der Titelrolle. Wiederholt wurde die Arbeit des US-amerikanischen Regisseurs Todd Field als sehr europäisch empfunden und in seiner kühlen Präzision in einer Reihe mit den Werken des österreichischen Filmemachers Michael Haneke eingeordnet. Dies wurde unter anderem dem fragmentarischen Erzählstil und den „weit offenen“ Interpretationsräumen der Editorin Monika Willi zugerechnet. Die im Film eingesetzten Verfremdungseffekte erinnerten manche Kritiker an italienische Horrorfilme. In der Kritikerumfrage des Branchendiensts IndieWire, an der 165 internationale Kritiker teilnahmen, gewann Tár die Abstimmungen in den Kategorien Film, Regie, Drehbuch und Hauptrolle.
David Ehrlich (IndieWire) gab dem „spannenden, täuschend strengen“ Film die Schulnote „A“ (deutsches Schulsystem: 1) und nannte Tár einen der „aufregendsten neuen amerikanischen Filme seit Jahren“. Das Werk sei „genauso brillant und implosiv“ wie seine Titelfigur, die Cate Blanchett als „großartigen Ikarus des 21. Jahrhunderts“ interpretiere. Die Schauspielerin habe schon früher Frauen am Rande eines Nervenzusammenbruchs im Kino dargestellt, aber sie habe sich „noch nie mit solch erschütternder Kraft ausgelöscht“. Diese Leistung zeige „eine nuanciertere (und vorsichtig sympathische) Interpretation der sozialen Dynamik hinter der #MeToo-Bewegung, als jeder männliche Schauspieler oder Figur bieten“ könne. Es sei Blanchett zu verdanken, dass der Film in der Lage sei, „das nutzlos veraltete Paradigma der Trennung der Kunst vom Künstler in das viszerale Porträt einer Künstlerin zu überführen, die sich von sich selbst“ trenne, so Ehrlich. Zu einer „Meisterleistung“ gerate der Film durch den Untergang der Titelheldin, was „weniger abstrakt und unerschrocken persönlicher“ gezeigt werde. Ehrlich verglich Tár mit Stanley Kubricks Eyes Wide Shut, in dem Regisseur Field den Jazzpianisten Nick Nightingale gespielt hatte und mutmaßte, dass ein kommerzieller Erfolg des Films ausbleiben könnte.
Peter Bradshaw (The Guardian) vergab vier von fünf Sternen, nannte den Film „fesselnd“ und pries ebenso die Darstellung Blanchetts als „kolossal“ und lobte die Kameraarbeit von Florian Hoffmeister. Mit seinen Ideen zu den Themen „Überwachung, die Rückkehr des Verdrängten und die Tyrannei und Grausamkeit in der bürgerlichen europäischen Klassik-Tradition“ erinnere Field an Michael Haneke. Einzig den Höhepunkt des Films kritisierte er als „sicherlich schockierend, wenn auch ein wenig melodramatisch und sogar absurd“.
Maria Wiesner (Frankfurter Allgemeine Zeitung) verwies wie auch Ehrlich auf den Konflikt zwischen Öffentlichkeit und Privatleben, in den sich die Titelfigur im Verlauf des Films wiederfinde. Blanchett spiele eine Person, der nichts mehr bedeute als ihre Arbeit und die keine Fehler dulde, „am wenigsten von sich selbst“. Field unterstütze die Darsteller „durch kluge Kameraarbeit“. Nina Hoss sei als Ehefrau Sharon „Blanchett in Talent und Können ebenbürtig“.
Laut Daniel Kothenschulte (Frankfurter Rundschau) habe der „verstörend-faszinierende Film“ das Premierenpublikum in Venedig zweieinhalb Stunden lang „elektrisiert“ und „es gespalten“ hinterlassen. Field suche „selbst die Kontroverse“, indem er als Mann die Muster des Missbrauchsskandals um den Dirigenten James Levine und andere MeToo-Fälle auf eine weibliche Karriere übertrage und ein lesbisches Paar durch zwei heterosexuelle Schauspielerinnen verkörpern lasse. Der Regisseur lasse aber schon in der ersten Szene „keinen Zweifel daran“, dass es sich um eine „Konstruktion“ handle. Kothenschulte zog einen Vergleich zu The Square, der ähnlich „auf einen elitären, scheinheiligen und von kommerziellen Interessen bestimmten Kulturbetrieb“ ziele, der Verfehlungen begünstige. Field verwende Verfremdungseffekte, die von der Atmosphäre her an die Horrorfilme Dario Argentos erinnern würde. Tár gerate damit nie in „Realismusverdacht“, was ihn „vor schematischer Ablehnung schützen“ sollte.
Tobias Kniebe (Süddeutsche Zeitung) zeigte sich enttäuscht von Tár. „All die Interviews und Meisterklassen und Konzertproben, in denen sich männliche Künstler seit jeher ungebremst als Genies ausleben dürfen, werden hier einfach eins zu eins mit einer Frau durchgespielt“, bemerkte nach Kothenschulte ebenso Kniebe. Ihn vermochte aber der Einbruch in das Irreale am Ende des Films nicht zu überzeugen. „Die harte Rationalität“ hätte es sowohl in Fields Regiearbeit als auch in den Werken von Alejandro González Iñárritu (Bardo) und Lars von Trier (Riget Exodus) schwer.
Fredrik Hanssen bemängelte in der Kolumne Der Klassiker der Online-Ausgabe des Tagesspiegels zahlreiche faktische Fehler in der Darstellung des Orchesterbetriebs und die laienhafte Darbietung von Blanchett als Dirigentin und Hoss als Violinistin.

## Auszeichnungen
Tár wurde in der Filmpreissaison 2022/23 bisher für mehr als 200 internationale Film- bzw. Festivalpreise nominiert, von denen das Werk mehr als 50 gewinnen konnte. Vielfach preisgekrönt wurde die Leistung von Hauptdarstellerin Cate Blanchett. Auch wurde Tár von den Filmkritikervereinigungen von Los Angeles und New York sowie von der National Society of Film Critics als bester Film des Jahres ausgezeichnet. Bei der Deutschen Film- und Medienbewertung erhielt der Film das höchstmögliche Prädikat „besonders wertvoll“. „Müsste man sich bei TÁR für eine Sache entscheiden, die für die Ewigkeit bleiben soll, dann wäre es fraglos die Leistung der Hauptdarstellerin Cate Blanchett. Wie sie elegant und brüskierend zugleich die Dirigentin Lydia Tár verkörpert, die Musikalität der Darbietung, ist für sich alleine gesehen schon auszeichnungswürdig,“ so die Jury in ihrer Begründung.
| Filmpreis (Auswahl)                                     | Kategorie                                          | Resultat        | Preisträger/ Nominierte                                                |
| ------------------------------------------------------- | -------------------------------------------------- | --------------- | ---------------------------------------------------------------------- |
| AFI Awards 2022                                         | Film des Jahres                                    | Gewonnen        | k. A.                                                                  |
| AACTA International Awards 2023                         | Beste Hauptdarstellerin                            | Gewonnen        | Cate Blanchett                                                         |
| AACTA International Awards 2023                         | Bestes Drehbuch                                    | Nominiert       | Todd Field                                                             |
| Art Directors Guild Awards 2023                         | Bestes Szenenbild eines zeitgenössischen Films     | Nominiert       | Marco Bittner Rosser                                                   |
| Artios Awards 2023                                      | Bestes Casting – Big-Budget-Filmdrama              | Nominiert       | Avy Kaufman, Simone Bär, Jeremy Zimmerman                              |
| Boston Society of Film Critics Awards 2022              | Beste Regie                                        | Gewonnen        | Todd Field                                                             |
| British Academy Film Awards 2023                        | Beste Hauptdarstellerin                            | Gewonnen        | Cate Blanchett                                                         |
| British Academy Film Awards 2023                        | Bester Film                                        | Nominiert       | Todd Field, Scott Lambert, Alexandra Milchan                           |
| British Academy Film Awards 2023                        | Beste Regie                                        | Nominiert       | Todd Field                                                             |
| British Academy Film Awards 2023                        | Bestes Originaldrehbuch                            | Nominiert       | Todd Field                                                             |
| British Academy Film Awards 2023                        | Bester Ton                                         | Nominiert       | Deb Adair, Stephen Griffiths, Andy Shelley, Steve Single, Roland Winke |
| Camerimage 2022                                         | Goldener Frosch – Beste Kamera                     | Gewonnen        | Florian Hoffmeister                                                    |
| Chicago Film Critics Association Awards 2022            | Beste Hauptdarstellerin                            | Gewonnen        | Cate Blanchett                                                         |
| Chicago Film Critics Association Awards 2022            | Bester Film                                        | Nominiert       | k. A.                                                                  |
| Chicago Film Critics Association Awards 2022            | Beste Regie                                        | Nominiert       | Todd Field                                                             |
| Chicago Film Critics Association Awards 2022            | Bestes Originaldrehbuch                            | Nominiert       | Todd Field                                                             |
| Chicago Film Critics Association Awards 2022            | Bester Schnitt                                     | Nominiert       | Monika Willi                                                           |
| Critics’ Choice Movie Awards 2023                       | Bester Film                                        | Nominiert       | k. A.                                                                  |
| Critics’ Choice Movie Awards 2023                       | Beste Regie                                        | Nominiert       | Todd Field                                                             |
| Critics’ Choice Movie Awards 2023                       | Bestes Originaldrehbuch                            | Nominiert       | Todd Field                                                             |
| Critics’ Choice Movie Awards 2023                       | Beste Hauptdarstellerin                            | Gewonnen        | Cate Blanchett                                                         |
| Critics’ Choice Movie Awards 2023                       | Beste Kamera                                       | Nominiert       | Florian Hoffmeister                                                    |
| Critics’ Choice Movie Awards 2023                       | Beste Musik                                        | Gewonnen        | Hildur Guðnadóttir                                                     |
| Critics’ Choice Movie Awards 2023                       | Bester Schnitt                                     | Nominiert       | Monika Willi                                                           |
| Directors Guild of America Awards 2023                  | Beste Regie                                        | Nominiert       | Todd Field                                                             |
| Eddie Awards 2023                                       | Bester Schnitt – Filmdrama                         | Nominiert       | Monika Willi                                                           |
| Golden Globe Awards 2023                                | Bestes Filmdrama                                   | Nominiert       | k. A.                                                                  |
| Golden Globe Awards 2023                                | Bestes Drehbuch                                    | Nominiert       | Todd Field                                                             |
| Golden Globe Awards 2023                                | Beste Hauptdarstellerin – Drama                    | Gewonnen        | Cate Blanchett                                                         |
| Golden Reel Awards 2023                                 | Bester Musikschnitt                                | Nominiert       | Gerard McCann                                                          |
| Gotham Awards 2022                                      | Bester Film                                        | Nominiert       | Todd Field, Scott Lambert, Alexandra Milchan                           |
| Gotham Awards 2022                                      | Bestes Drehbuch                                    | Gewonnen        | Todd Field                                                             |
| Gotham Awards 2022                                      | Beste Hauptrolle                                   | Nominiert       | Cate Blanchett                                                         |
| Gotham Awards 2022                                      | Beste Nebenrolle                                   | Nominiert       | Nina Hoss                                                              |
| Gotham Awards 2022                                      | Beste Nebenrolle                                   | Nominiert       | Noémie Merlant                                                         |
| Independent Spirit Awards 2023                          | Beste Kamera                                       | Gewonnen        | Florian Hoffmeister                                                    |
| Independent Spirit Awards 2023                          | Bester Film                                        | Nominiert       | Todd Field, Scott Lambert, Alexandra Milchan                           |
| Independent Spirit Awards 2023                          | Bestes Drehbuch                                    | Nominiert       | Todd Field                                                             |
| Independent Spirit Awards 2023                          | Beste Regie                                        | Nominiert       | Todd Field                                                             |
| Independent Spirit Awards 2023                          | Beste Hauptrolle                                   | Nominiert       | Cate Blanchett                                                         |
| Independent Spirit Awards 2023                          | Beste Nebenrolle                                   | Nominiert       | Nina Hoss                                                              |
| Independent Spirit Awards 2023                          | Bester Schnitt                                     | Nominiert       | Monika Willi                                                           |
| IndieWire Critics Poll 2022                             | Bester Film                                        | Gewonnen        | k. A.                                                                  |
| IndieWire Critics Poll 2022                             | Beste Regie                                        | Gewonnen        | Todd Field                                                             |
| IndieWire Critics Poll 2022                             | Bestes Drehbuch                                    | Gewonnen        | Todd Field                                                             |
| IndieWire Critics Poll 2022                             | Beste Darstellerin / Bester Darsteller             | Gewonnen        | Cate Blanchett                                                         |
| London Critics’ Circle Film Awards 2023                 | Bester Film                                        | Gewonnen        | k. A.                                                                  |
| London Critics’ Circle Film Awards 2023                 | Beste Regie                                        | Gewonnen        | Todd Field                                                             |
| London Critics’ Circle Film Awards 2023                 | Beste Hauptdarstellerin                            | Gewonnen        | Cate Blanchett                                                         |
| London Critics’ Circle Film Awards 2023                 | Bestes Drehbuch                                    | Nominiert       | Todd Field                                                             |
| London Critics’ Circle Film Awards 2023                 | Beste Nebendarstellerin                            | Nominiert       | Nina Hoss                                                              |
| London Critics’ Circle Film Awards 2023                 | Beste technische Leistung                          | Nominiert       | Stephen Griffiths                                                      |
| Los Angeles Film Critics Association Awards 2022        | Bester Film                                        | Gewonnen        | k. A.                                                                  |
| Los Angeles Film Critics Association Awards 2022        | Beste Regie                                        | Gewonnen        | Todd Field                                                             |
| Los Angeles Film Critics Association Awards 2022        | Bestes Drehbuch                                    | Gewonnen        | Todd Field                                                             |
| Los Angeles Film Critics Association Awards 2022        | Beste Hauptrolle                                   | Gewonnen        | Cate Blanchett                                                         |
| Los Angeles Film Critics Association Awards 2022        | Bester Schnitt                                     | Nominiert       | Monika Willi                                                           |
| National Society of Film Critics Awards 2023            | Bestes Drehbuch                                    | Gewonnen        | Todd Field                                                             |
| National Society of Film Critics Awards 2023            | Bester Film                                        | Gewonnen        | k. A.                                                                  |
| National Society of Film Critics Awards 2023            | Beste Hauptdarstellerin                            | Gewonnen        | Cate Blanchett                                                         |
| National Society of Film Critics Awards 2023            | Beste Nebendarstellerin                            | Zweitplatzierte | Nina Hoss                                                              |
| New York Film Critics Circle Awards 2022                | Bester Film                                        | Gewonnen        | k. A.                                                                  |
| New York Film Critics Circle Awards 2022                | Beste Hauptdarstellerin                            | Gewonnen        | Cate Blanchett                                                         |
| Online Film Critics Society Awards 2023                 | Bester Film                                        | Nominiert       | k. A.                                                                  |
| Online Film Critics Society Awards 2023                 | Beste Regie                                        | Nominiert       | Todd Field                                                             |
| Online Film Critics Society Awards 2023                 | Bestes Originaldrehbuch                            | Nominiert       | Todd Field                                                             |
| Online Film Critics Society Awards 2023                 | Beste Hauptdarstellerin                            | Nominiert       | Cate Blanchett                                                         |
| Online Film Critics Society Awards 2023                 | Beste Kamera                                       | Nominiert       | Florian Hoffmeister                                                    |
| Online Film Critics Society Awards 2023                 | Bester Schnitt                                     | Nominiert       | Monika Willi                                                           |
| Oscarverleihung 2023                                    | Bester Film                                        | Nominiert       | Todd Field Scott Lambert Alexandra Milchan                             |
| Oscarverleihung 2023                                    | Beste Regie                                        | Nominiert       | Todd Field                                                             |
| Oscarverleihung 2023                                    | Bestes Originaldrehbuch                            | Nominiert       | Todd Field                                                             |
| Oscarverleihung 2023                                    | Beste Hauptdarstellerin                            | Nominiert       | Cate Blanchett                                                         |
| Oscarverleihung 2023                                    | Beste Kamera                                       | Nominiert       | Florian Hoffmeister                                                    |
| Oscarverleihung 2023                                    | Bester Schnitt                                     | Nominiert       | Monika Willi                                                           |
| Filmfestival von Palm Springs 2022                      | Beste Darstellerin                                 | Gewonnen        | Cate Blanchett                                                         |
| Producers Guild of America Awards 2023                  | Darryl F. Zanuck Award – Beste Kinofilm-Produktion | Nominiert       | k. A.                                                                  |
| Filmfestival von Santa Barbara 2023                     | Beste Darstellerin                                 | Gewonnen        | Cate Blanchett                                                         |
| Filmfestival von Santa Barbara 2023                     | Virtuoso Award                                     | Gewonnen        | Nina Hoss                                                              |
| Satellite Awards 2022                                   | Bester Film – Drama                                | Nominiert       | k. A.                                                                  |
| Satellite Awards 2022                                   | Bestes Originaldrehbuch                            | Nominiert       | Todd Field                                                             |
| Satellite Awards 2022                                   | Beste Hauptdarstellerin                            | Nominiert       | Cate Blanchett                                                         |
| Satellite Awards 2022                                   | Bester Schnitt                                     | Nominiert       | Monika Willi                                                           |
| Screen Actors Guild Awards 2023                         | Beste Hauptdarstellerin                            | Nominiert       | Cate Blanchett                                                         |
| Sunset Film Circle Awards 2022                          | Bester Film                                        | Nominiert       | k. A.                                                                  |
| Sunset Film Circle Awards 2022                          | Beste Regie                                        | Nominiert       | Todd Field                                                             |
| Sunset Film Circle Awards 2022                          | Bestes Drehbuch                                    | Nominiert       | Todd Field                                                             |
| Sunset Film Circle Awards 2022                          | Beste Hauptdarstellerin                            | Nominiert       | Cate Blanchett                                                         |
| Sunset Film Circle Awards 2022                          | Beste Kamera                                       | Nominiert       | Florian Hoffmeister                                                    |
| Telluride Film Festival 2022                            | Silver Medallion Award                             | Gewonnen        | Cate Blanchett                                                         |
| Filmfestival von Venedig 2022                           | Coppa Volpi – Beste Darstellerin                   | Gewonnen        | Cate Blanchett                                                         |
| Filmfestival von Venedig 2022                           | Goldener Löwe – Bester Film                        | Nominiert       | Todd Field                                                             |
| Filmfestival von Venedig 2022                           | Queer Lion                                         | Nominiert       | Todd Field                                                             |
| Washington DC Area Film Critics Association Awards 2022 | Beste Hauptdarstellerin                            | Gewonnen        | Cate Blanchett                                                         |
| Writers Guild of America Awards 2023                    | Bestes Originaldrehbuch                            | Nominiert       | Todd Field                                                             |